# بیلی برنز (بازیکن فوتبال)
بیلی برنز (انگلیسی: Billy Burns؛ زادهٔ 1907) بازیکن فوتبال اهل بریتانیا است.
از باشگاه‌هایی که در آن بازی کرده‌است می‌توان به باشگاه فوتبال استوک سیتی، باشگاه فوتبال استوک‌پورت کانتی، باشگاه فوتبال کروک تاون، و باشگاه فوتبال روترهام یونایتد اشاره کرد.